# Tibellus duttoni
Tibellus duttoni es una especie de araña cangrejo del género Tibellus, familia Philodromidae. Fue descrita científicamente por Hentz en 1847.

## Distribución
Esta especie se encuentra en México y los Estados Unidos.